# Пуиг, Хоакин
 Хоакин Пуиг (исп. Ximo Puig; род. 4 января 1959, Морелья) — испанский государственный и политический деятель. В 2012—2024 годах — лидер Социалистической партии Валенсии (регионального отделения Испанской социалистической рабочей партии). В прошлом — президент автономного сообщества Валенсия (2015—2023).

## Биография
Родился в Морелье, провинция Кастельон. По профессии журналист, работал в местных газетах и на радиостанции Antena 3. На первых демократических выборах в 1983 году был избран в региональный парламент Валенсии. Ушел в отставку в 1986 году, когда был назначен генеральным директором по институциональным связям и информации в региональном правительстве Валенсии и работал там до 1995 года.
В мае 1995 года стал мэром своего родного города Морелья, проработав до 2012 года, когда ушел в отставку, став лидером Социалистической партии Валенсии. На парламентских выборах в Испании в 2011 году был избран в Конгресс депутатов от провинции Кастельон. В Конгрессе депутатов был представителем комитета по промышленности, энергетике и туризму. В марте 2014 года выиграл первичные выборы Социалистической партии Валенсии и стал кандидатом партии на пост президента автономного сообщества Валенсия на региональных выборах 2015 года, получив 68,8 % голосов на праймериз.
25 июня 2015 года был назначен президентом автономного сообщества Валенсия благодаря голосам Социалистической партии Валенсии, «Podemos» и «Compromís», сменив Альберто Фабру и положив конец двум десятилетиям правления Народной партии в регионе. Был переизбран на второй срок при поддержке тех же партий 13 июня 2019 года.

## Примечание
1. 1 2   (исп.)biography of Ximo Puig Архивная копия от 23 мая 2015 на Wayback Machine, Levante-EMV, 16 April 2015, accessed 20 May 2015
2. ↑   (исп.)El secretario general del PSPV Ximo Puig dejará la alcaldía de Morella el 30 de junio Архивная копия от 16 июля 2021 на Wayback Machine, El Mundo, 3 June 2012
3. ↑   (исп.)El triunfo en primarias blinda a Puig ante un mal resultado en las europeas Архивная копия от 3 марта 2016 на Wayback Machine, El País, 10 March 2014